# Тидоне
Тидо́не (итал. Tidone, лат. Tidone) — река на севере Италии, правый приток По, протекает по территории провинции Павия в области Ломбардия и провинции Пьяченца в области Эмилия-Романья. Длина реки составляет 57,7 км. Площадь водосборного бассейна — 350 км². Средний расход воды в устье с 1991 по 2011 года — 2,21 м³/с.
Тидоне начинается около перевала Пениче (находящегося на высоте 1145 м) между вершинами Д'Альпе и Пениче в Северных Апеннинах. От истока течёт на север, делая в верховье крюк на запад, после чего поворачивает на северо-восток, около устья преобладающим направлением течения вновь становится север. Впадает в По между Сармато и Сант-Именто.
В верховье, немного выше впадения левого притока Молато, на Тидоне построена плотина, образующая водохранилище Лаго-ди-Требекко на высоте 351 м над уровнем моря.